# Copăcel (gmina)
Copăcel – gmina w Rumunii, w okręgu Bihor. Obejmuje miejscowości Bucuroaia, Chijic, Copăcel, Poiana Tășad, Sărand i Surduc. W 2011 roku liczyła 2297 mieszkańców.